# Somebody's Love
Somebody's Love è un singolo del cantautore britannico Passenger, pubblicato nel 2016 ed estratto dall'album Young as the Morning, Old as the Sea.

## Tracce
- Download digitale

1. Somebody's Love – 3:45